# Psilotreta abudeb
Psilotreta abudeb är en nattsländeart som beskrevs av Malicky och Chantaramongkol 1991. Psilotreta abudeb ingår i släktet Psilotreta och familjen böjrörsnattsländor. Inga underarter finns listade i Catalogue of Life.